# Kanton Sauveterre-de-Guyenne
Der Kanton Sauveterre-de-Guyenne war bis 2015 ein französischer Wahlkreis im Arrondissement Langon, im Département Gironde und in der Region Aquitanien; sein Hauptort war Sauveterre-de-Guyenne.
Der 17 Gemeinden umfassende Kanton war 186,57 km² groß und hatte 6603 Einwohner (Stand: 2012). 

## Gemeinden
| Gemeinde                  | Einwohner Jahr | Fläche km² | Bevölkerungsdichte | Code INSEE | Postleitzahl |
| ------------------------- | -------------- | ---------- | ------------------ | ---------- | ------------ |
| Blasimon                  | 908 (2013)     | –          | – Einw./km²        | 33540      | 33057        |
| Castelviel                | 193 (2013)     | –          | – Einw./km²        | 33540      | 33105        |
| Cleyrac                   | 156 (2013)     | –          | – Einw./km²        | 33540      | 33129        |
| Coirac                    | 208 (2013)     | –          | – Einw./km²        | 33540      | 33131        |
| Daubèze                   | 151 (2013)     | –          | – Einw./km²        | 33540      | 33149        |
| Gornac                    | 400 (2013)     | –          | – Einw./km²        | 33540      | 33189        |
| Mauriac                   | 270 (2013)     | –          | – Einw./km²        | 33540      | 33278        |
| Mérignas                  | 305 (2013)     | –          | – Einw./km²        | 33350      | 33282        |
| Mourens                   | 378 (2013)     | –          | – Einw./km²        | 33410      | 33299        |
| Ruch                      | 595 (2013)     | –          | – Einw./km²        | 33350      | 33361        |
| Saint-Brice               | 306 (2013)     | –          | – Einw./km²        | 33540      | 33379        |
| Saint-Félix-de-Foncaude   | 297 (2013)     | –          | – Einw./km²        | 33540      | 33399        |
| Saint-Hilaire-du-Bois     | 73 (2013)      | –          | – Einw./km²        | 33540      | 33419        |
| Saint-Martin-de-Lerm      | 141 (2013)     | –          | – Einw./km²        | 33540      | 33443        |
| Saint-Martin-du-Puy       | 195 (2013)     | –          | – Einw./km²        | 33540      | 33446        |
| Saint-Sulpice-de-Pommiers | 237 (2013)     | –          | – Einw./km²        | 33540      | 33482        |
| Sauveterre-de-Guyenne     | 1799 (2013)    | –          | – Einw./km²        | 33540      | 33506        |

## Bevölkerungsentwicklung
| 1962 | 1968 | 1975 | 1982 | 1990 | 1999 |
| ---- | ---- | ---- | ---- | ---- | ---- |
| 6271 | 6513 | 5881 | 5798 | 5964 | 6109 |